# 若泽赖丹
若泽赖丹是巴西米纳斯吉拉斯州的一个市镇。总面积181.407平方公里，总人口4146人，人口密度22.9人/平方公里。